# Stella Maris (film, 1925)
Pour les articles homonymes, voir Stella Maris.
Pour plus de détails, voir Fiche technique et Distribution.
Stella Maris est un film muet américain en noir et blanc réalisé par Charles Brabin, sorti en 1925. 
C'est un remake du film de 1918 avec Mary Pickford.

## Synopsis
Stella Maris est née paralysée et a vécu toute sa vie dans son lit dans un manoir londonien, entourée d'amour. À la mort de ses parents, elle vit avec sa riche tante et son oncle, lesquels, avec un ami proche de la famille, Walter Herold, et le cousin germain de celui-ci, John Riska, ne veulent pas que Stella Maris soit exposée aux mauvaises choses qui se passent dans le monde. John et Walter lui rendent souvent visite. L'amour grandit entre John et Stella Maris. Mais John cache un secret.

## Fiche technique
- Réalisation : Charles Brabin
- Scénario : Mary Alice Scully (en), d'après le roman Stella Maris de William J. Locke (1913)
- Photographie : Milton Moore
- Producteur : Carl Laemmle
- Société de production et de distribution : Universal Pictures
- Pays de production :  États-Unis
- Langue originale : anglais américain
- Format : noir et blanc — 35 mm — 1,33:1 — muet
- Genre : drame
- Durée : 70 minutes
- Date de sortie :
  - États-Unis : 13 décembre 1925

## Distribution
- Mary Philbin : Stella Maris / Unity Blake
- Elliott Dexter : John Risca
- Gladys Brockwell : Louise Risca
- Jason Robards Sr. : Walter Herold
- Phillips Smalley : Sir Oliver Blount
- Lillian Lawrence : Lady Blount
- Robert Bolder : Dr. Haynes
- Aileen Manning : Mary Heaton